# Reg Park
Reg Park (Roy Park: Leeds, 7 de junio de 1928 - Johannesburgo, de Sudáfrica, 22 de noviembre de 2007) fue un fisicoculturista inglés conocido por sus tres títulos de Mr. Universo (1951, 1958 y 1965), ser el mentor de Arnold Schwarzenegger y sus películas del género péplum.

## Filmografía
La carrera cinematográfica de Reg Park se compone de cinco películas filmadas durante la fiebre del péplum, entre 1961 y 1964. Preocupado más por su carrera en el fisiculturismo y por sus negocios, Park aceptó trabajar para el cine tras analizar las posibilidades comerciales y para continuar su rivalidad con el rey de este género, Steve Reeves. Interpretó el personaje de Hércules (en tres películas), y también el de Ursus y el de Maciste.
- Bonanza,"The Ape", Capítulo 14 - II Temporada (1960)
- La conquista de la Atlántida (1961)
- Hércules en el centro de la Tierra (1961)
- Maciste en las minas del Rey Salomón (Maciste nelle miniere di re Salomone, 1964), de Piero Regnoli
- Ursus el terror de los kirgueses (1964)
- El desafío de los gigantes (1965)

## Muerte
Falleció  a los 79 años, víctima de un melanoma.